# Ruta 32 (Costa Rica)
La Ruta Nacional 32, es una Ruta Primaria intermontana de 127,2 kilómetros de extensión. Tiene 3 secciones las cuales son: Autopista Braulio Carrillo con un trayecto de 3km desde el llamado cruce de La República hasta el puente sobre el río Virilla conocido como el puente del Saprissa, luego como Carretera Braulio Carrillo con un trayecto de 61km hasta la ciudad de Guápiles y último como la Carretera José Joaquín Trejos Fernández de 63km hasta Limón.
Está ubicada entre San José (capital de Costa Rica) y Limón, principal ciudad y puerto comercial del país en el Mar Caribe. La Ruta 32 inició su construcción en 1978 y fue inaugurada el 28 de marzo de 1987.
Buena parte del recorrido inicial atraviesa el Parque Nacional Braulio Carrillo, por lo que cuenta con un gran atractivo escénico.
El tramo entre Guápiles y Limón de esta ruta, junto con la totalidad de la Ruta 4, conforman el Corredor Noratlántico, que comunica la costa caribeña con el Cantón de La Cruz en la Provincia de Guanacaste, recorriendo la zona norte del país.

## Descripción
En la provincia de San José, la ruta atraviesa el cantón de Goicoechea (los distritos de San Francisco, Calle Blancos), el cantón de Vázquez de Coronado (el distrito de Dulce Nombre de Jesús), el cantón de Tibás (los distritos de San Juan, Anselmo Llorente), el cantón de Moravia (el distrito de San Jerónimo).
En la provincia de Heredia, la ruta atraviesa el cantón de Santo Domingo (los distritos de San Miguel, Pará), el cantón de San Isidro (el distrito de San José).
En la provincia de Limón, la ruta atraviesa el cantón de Limón (los distritos de Limón, Río Blanco), el cantón de Pococí (los distritos de Guápiles,  Jiménez), el cantón de Siquirres (los distritos de Siquirres, Pacuarito, Germania, Cairo), el cantón de Matina (los distritos de Matina, Batán, Carrandi), el cantón de Guácimo (los distritos de Guácimo, Mercedes, Pocora).

## Historia
El 28 de marzo de 1987 se inauguró oficialmente la Autopista Braulio Carrillo, que une San José con Limón, principal puerto caribeño de Costa Rica, desde donde entran y salen la mayoría de mercaderías al país. Fue la culminación de un viejo sueño acariciado desde los tiempos del Presidente Braulio Carrillo Colina quien en el siglo XIX ya había tratado de lograr una ruta hacia el Caribe cruzando la Cordillera Volcánica Central por el llamado Paso de La Palma, una zona selvática e inhóspita por donde entran los vientos nortes que refrescan el país en diciembre. 
Esta ruta se denominó "Camino Carrillo" y salía de San José con un trazo paralelo a la actual autopista, por vados y montañas atravesando parte de los actuales cantones Goicoechea, Moravia y Vázquez de Coronado. Llegó a desarrollarse toda una población de hasta 600 personas en el Alto de La Palma y en el Bajo de la Hondura, lugar punta de lanza desde donde se construía la trocha. El esfuerzo sin embargo se vio truncado por miles de dificultades y falta de atractivo económico y la población disminuyó notablemente al no lograrse continuar la ruta. Hoy aun quedan algunas casas y lecherías en el Bajo de la Hondura, así como la antiquísima ermita del Alto de La Palma, ambas ubicadas a unos 20 y 17 kilómetros al norte de San José respectivamente. 
El viejo sueño fue quedando guardado y con la construcción del Ferrocarril al Atlántico en 1890 y posteriormente las carreteras que iban a Limón atravesando Sarapiquí y Turrialba (que le dan un extenso giro a la Cordillera) fueron engavetando y restándole prioridad al viejo sueño de Carrillo. Seguía latente sin embargo la idea en el siglo XX, se especulaba que se podría construir aprovechando la ruta que atraviesa Vázquez de Coronado pasando por la ciudad San Isidro, Cascajal y Las Nubes, pero el terreno sumamente accidentado hizo desistir de tal trazado. 
Ante la urgente necesidad de una ruta de acceso más rápida con la zona del Caribe, en el Gobierno de José Joaquín Trejos Fernández se inicia la carretera rústica a Limón, obra que se concluye en el Gobierno de Orlich, siendo Ministro de Obras Públicas y Transportes el Ingeniero Mario Quirós Sasso. A finales de la década de 1970 en el gobierno de Rodrigo Carazo se inició la construcción de la Carretera Braulio Carrillo, nombrada así en honor a su impulsor. Esta sale de Tournón, Goicoechea, a unos dos kilómetros del centro de San José, justo donde hoy se encuentra la sede del Diario La República. Desde este punto hasta el puente sobre el Río Virilla que marca límite entre las provincias San José y Heredia, tiene 4 carriles y zona central de drenaje. 
A partir de dicho lugar, la vía tiene dos carriles en zonas planas y tres en áreas de ascenso, lo cual mantiene hasta llegar al cruce de la carretera a Sarapiquí en el punto llamado Río Frío. 
En total la construcción de la también llamada Ruta 32, se dio entre 1979 y 1987 con un total de 42 kilómetros atravesando planicies y la Cordillera Volcánica Central por el actual Parque Nacional Braulio Carrillo. Disminuyó en 100 kilómetros el viaje hacia Puerto Limón descongestionando las sinuosas rutas de Sarapiquí y Turrialba, que en gran medida no son aptas para vehículos articulados.
Uno de los aspectos más criticados ha sido la inestabilidad de los taludes, generada por cortes de 90 grados en las elevaciones. Esta condición, sumada al clima altamente lluvioso, convirtió el área en una zona propensa a frecuentes derrumbes. Además, la obra fragmentó la selva en dos partes, generando conflictos con las especies nativas. 
La autopista posee un alto costo de mantenimiento, y debido al intenso tránsito vehicular, requiere constantes labores de repintado, recarpeteo y la instalación de ojos de gato para enfrentar la espesa neblina que caracteriza la zona.
La Autopista Braulio Carrillo es, no obstante, una obra notable por el enorme esfuerzo que implicó su construcción. Dentro de su trazado destacan varias estructuras que representaron grandes desafíos técnicos y logísticos para quienes emprendieron esta titánica labor.

## Características

### Geografía
La carretera inicia su recorrido al noreste de la ciudad de San José, a una altitud promedio de 1,160 m s. n. m., zona con una temperatura que oscila entre 15.º y 28.º C, hasta llegar a Siquirres a 62 m s. n. m. y un clima cálido y húmedo con una temperatura promedio de 25.º C. La altitud máxima que recorre es de poco más de 1,600 m s. n. m. a la altura del cerro Hondura.
Las ciudades más importantes que cruza la ruta 32 son Guápiles y Siquirres. Esta última ciudad fue muy importante para el desarrollo del Ferrocarril al Atlántico durante el siglo XIX, época en la que no existían vías de comunicación de otro tipo; por ese motivo, resultaba de vital importancia construir una carretera. Otras poblaciones adyacentes con la vía son Pocora, Guácimo y Jiménez.
Un aspecto importante de esta vía es el que atraviesa el parque nacional Braulio Carrillo en al menos 40 km, uno de los parques más grandes de Costa Rica, con una extensión superior a las 44,099 hectáreas y que alberga siete hábitats diferentes. Cuenta con un clima muy húmedo, lo que caracteriza un bosque siempre verde. Esto hace del lugar un sitio especial para la observación y estudio de especies vegetales y animales.
En 1977 dio inicio la construcción de esta obra automovilística y un año después, para evitar la destrucción de una zona de configuración abrupta, de altas montañas, denso bosque, innumerables ríos y una admirable fauna, se creó este Parque Nacional, bajo decreto ejecutivo, gracias al esfuerzo de grupos conservacionistas.
En sus cercanías se aprecian algunas estribaciones del macizo del Volcán Barva: los cerros Cacho Negro y Zurquí, entre otros, también de origen volcánico. El cerro Hondura es atravesado por un túnel excavado. 
En el trayecto por el parque nacional, la carretera encuentra diversos cursos de agua: el sector Quebrada González, que está ubicado a 2 km al este del puente sobre el río Sucio, con una altitud de 500 m s. n. m. El del río Sucio es el último puente de importancia que se debió construir; arrastra en sus aguas minerales de origen volcánico, originando su característico color.

### Condiciones técnicas
La carretera consta esencialmente de dos vías de 3,65 m de ancho cada una, de pavimento bituminoso mezclado en caliente en planta y espaldones de 1,5 a 2,2 m de ancho a cada lado, de tratamiento superficial bituminoso. En ciertos trayectos montañosos se construyó una tercera vía de ascenso de 3,05 m de ancho. 
El proyecto se dividió en 6 secciones o etapas constructivas, para un total de 127,2 km: 
- Sección 1- Siquirres- Guácimo de 23,4 km
- Sección 2- Guácimo- Río Patria 30,6 km
- Sección 3. Río Patria-Mata de Café, 31,6 km
- Sección 4, Mata de Café-Ruta 102, 12,7 km
- Sección 5- Río Sucio-Puerto Viejo 28,9 km
- Sección 6- Seis puentes mayores

## Financiamiento de la obra
La carretera Braulio Carrillo se inició con un préstamo de $39 millones de dólares proveniente del Banco Mundial, e inicialmente se adjudicó a la compañía ecuatoriana Monolítica, la cual no logró cumplir con los objetivos firmados por razones económicas. Luego de varios años de labores y con buena parte del trayecto realizado, Monolítica se declaró en quiebra. 
Esta situación representó un atraso de varios años en la finalización del proyecto vial, luego del finiquito y los consiguientes litigios judiciales. A pesar de estos inconvenientes, el Ministerio de Obras Públicas y Transportes (MOPT), siguió adelante con la carretera y las secciones que faltaban de construir fueron adjudicadas a compañías constructoras nacionales, las que culminaron el proyecto casi 9 años después de que se iniciara. 
La obra total tuvo un costo final de ¢2541 millones de colones, incluyendo los ¢125 900 millones de colones asignados en la ley de presupuesto de 1987.

## Obras notables

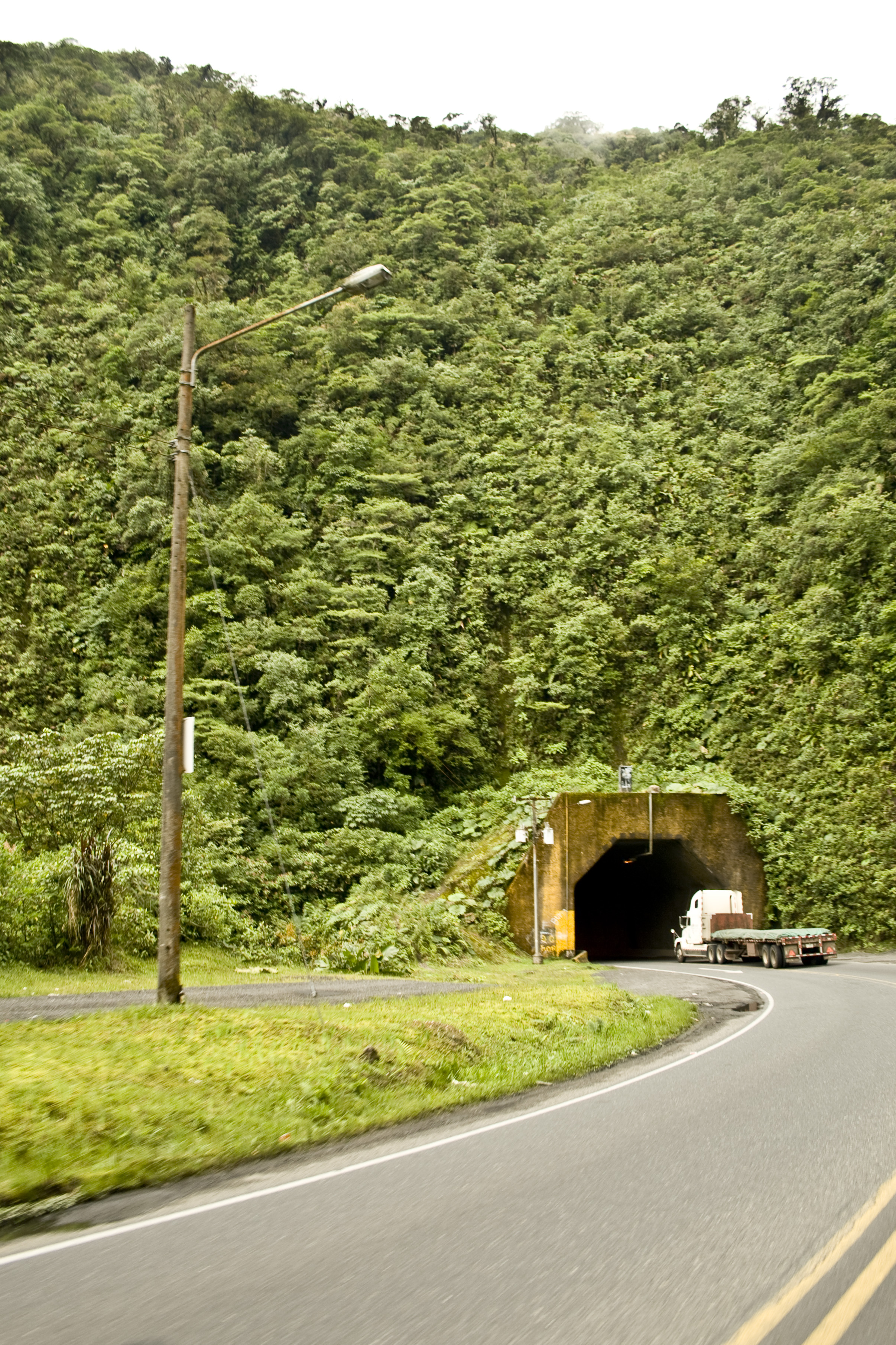
Vista del Túnel Zurquí con dirección a San José.

- Puente sobre el río Virilla. También conocido a menudo como el "Puente del Saprissa" por su cercanía con el Estadio Ricardo Saprissa Aymá, en San Juan de Tibás. Es una estructura de puente viga de concreto con 4 pilotes. Tiene una longitud de 269 metros y una altura de más de 100 metros. El cañón marca el límite entre las provincias de San José y Heredia, específicamente entre los cantones de Tibás y Santo Domingo. Fue el primer obstáculo a vencer y a principios de la década de 1980 ya estaba concluido. En 2019, se empezó la construcción de un segundo puente sobre el río Virilla a tres carriles que serviría para descongestionar el tránsito en la zona. El puente nuevo circula en dirección Limón - San José, mientras que el puente ya existente lo hará en dirección San José - Limón. El 2 de septiembre de 2020 el segundo puente fue puesto en servicio.
- Peaje del Zurquí. Ubicado en San Jerónimo, contiene tres puestos y Se Ubica en el kilometro 14.

- Túnel Zurquí. Es un túnel de concreto a dos carriles, excavado para atravesar el Cerro Hondura, y fue construido por la empresa Kier Internacional Limited. Está ubicado en el cantón de Vázquez de Coronado, en el extremo norte de la provincia josefina. Es una de las obras de ingeniería costarricense más espectaculares: tiene 600 m de longitud, 12 de ancho y 10 metros de alto. Es el único túnel automovilístico del país.

- Otras estructuras importantes son el puente sobre el río Sucio de 187 m de longitud, el puente sobre el río Chirripó de 430 metros y el puente sobre el río Toro Amarillo de 180 metros.